# Heinz Lüsch

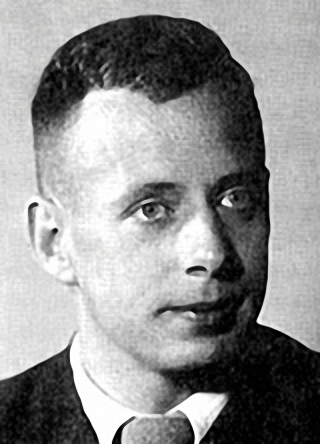
Heinz Lüsch

Heinz Lüsch (*  17. Februar 1911 in Wandhagen, Kreis Schlawe; † 4. August 1943 auf Sizilien) war ein deutscher Pädagoge und Maler.

## Leben
Heinz Lüsch war der Sohn des Molkereiverwalters Wilhelm Lüsch und wuchs in Demmin auf. Nach dem Abitur im Jahr 1930 studierte er von 1931 bis 1935 an der Staatlichen Kunsthochschule Berlin. Ein Studienaufenthalt führte ihn nach Italien. Im September 1939 schloss er das Studienreferendariat mit dem Assessorexamen ab. Im Anschluss war er als Kunsterzieher in Gollnow und Stralsund tätig. 1940 wurde er zum Kriegsdienst eingezogen und 1942 nach einer Verwundung in Russland nach Italien versetzt. Heinz Lüsch betätigte sich als Landschaftsmaler. 1957 und 2000 wurden seine Werke in einer Ausstellung im Museum der Stadt Stralsund gezeigt.

## Werk
Heinz Lüschs hauptsächliches Gestaltungsmittel waren Aquarelle. Er arbeitete „vor der Natur“, um später im Atelier die endgültige Fassung auszuarbeiten. Er bediente sich dabei oft gedeckter Farben und schuf damit eine ruhige Stimmung in seinen Bildern.
- Dorf auf Rügen
- Schiffe auf Rügen
- Abendsonne über Rügen
- Häuser in der Dämmerung
- Blick über den Sund